# Погребняки (Семёновский район)
Погребняки (укр. Погребняки) — село в Семёновском районе Полтавской области Украины.
Код КОАТУУ — 5324586301. Население по переписи 2001 года составляло 729 человек.
Является административным центром Погребняковского сельского совета, в который, кроме того, входят сёла
Демьяновка и
Мироны.

## Географическое положение
Село Погребняки находится на левом берегу реки Сула, в начале Сулинского залива, выше по течению примыкает село Мироны, ниже по течению на расстоянии в 1,5 км расположено село Демьяновка. Река в этом месте извилистая, образует лиманы, старицы и заболоченные озёра.

## История
Село образовалось после 1945 года слиянием поселений:Погребняки (Погребняковщина), Шестаки и Козули.

## Экономика
- Птице-товарная ферма.
- Частные предприниматели (магазины).
- Базы отдыха.

## Объекты социальной сферы
- Школа.

## Достопримечательности
- Сулинский ландшафтный заказник.